# Gerhard Wahrig
Gerhard Wahrig (* 10. Mai 1923 in Burgstädt; † 2. September 1978 in Wiesbaden) war ein deutscher Sprachwissenschaftler und  Lexikograph. Besonders bekannt wurde er als Begründer und Herausgeber des Titels Wahrig – Deutsches Wörterbuch, auch weit verbreitet Der Wahrig bzw. Der große Wahrig genannt, der seinerzeit mit über zwei Millionen verkauften Exemplaren als Standardwerk unter den einbändigen deutschen Wörterbüchern galt.

## Leben
Gerhard Wahrig besuchte die Volksschule in Burgstädt und das Realgymnasium in Chemnitz. Von 1941 bis 1945 wurde er als Bordfunker bei der Luftwaffe zum Wehrdienst verpflichtet. Nach der Entlassung aus britischer Kriegsgefangenschaft immatrikulierte sich Wahrig an der Universität Leipzig für die Fächer Anglistik (im Hauptfach) sowie Romanistik und Philosophie (im Nebenfach). 1951 wurde er mit der Arbeit Die Ausdrücke des Lachens und des Spotts im Alt- und Mittelenglischen durch Werner Krauss promoviert. Zwischen 1951 und 1959 war Wahrig als wissenschaftlicher Mitarbeiter im Bibliographischen Institut Leipzig tätig, wo er das Lexikon A–Z (einbändig 1955, zweibändig 1958) bearbeitete. Seit 1953 war Wahrig Leiter der Lexikonredaktion des Bibliographischen Instituts. Im März 1959 floh Wahrig mit seiner Familie in die Bundesrepublik Deutschland, wo er ab September 1959 für den Langenscheidt-Verlag in Berchtesgaden und ab März 1960 für den Bertelsmann-Verlag in Gütersloh als Leiter der Lexikon-Redaktion tätig war. 1969 wurde Wahrig als Professor an die Monash University in Melbourne berufen, lehnte diesen Ruf jedoch ab und trat stattdessen eine Stelle als Cheflektor des Franz Steiner Verlags in Stuttgart an. Nach seiner Habilitation 1972 wurde Wahrig 1973 an der Universität Mainz zum außerordentlichen und schließlich zum ordentlichen Professor für allgemeine und angewandte Linguistik ernannt.

## Arbeitsgebiete
Gerhard Wahrig arbeitete an Semantik, Grammatik und Lexikographie. Außerdem gehört er zu den Pionieren der Computerlinguistik.
Sein Hauptwerk trägt den Titel Deutsches Wörterbuch, die erste Auflage erschien 1966 noch unter dem Titel Das große deutsche Wörterbuch. Nach dem Vorbild des Larousse in Frankreich und dem Concise Oxford in Großbritannien stellt das Werk den ersten Versuch eines Bedeutungswörterbuchs der deutschen Sprache dar und hat sich besonders unter Deutsch-Studenten im In- und Ausland einen Namen gemacht. Seit dem Jahr 1986 wurden die von Gerhard Wahrig begründeten Wörterbücher unter der Leitung seiner Tochter Renate Wahrig-Burfeind überarbeitet und aktualisiert und zuletzt vom Wissen Media Verlag bis zu dessen Geschäftsaufgabe 2014 vertrieben.

## Verlagsprogramm
Neben der Erstauflage des Deutschen Wörterbuchs sind vor allem die achte Auflage aus dem Jahr 2006 zum 40-jährigen Jubiläum des Deutschen Wörterbuchs zu nennen, die die zum 1. August 2006 verbindlich gewordenen Schreibungen der amtlichen Rechtschreibregelung im Zuge der Rechtschreibreform enthält. Im September 2011 erschien die neunte Auflage des Werkes, das grundlegend überarbeitet und um wichtige Neologismen ergänzt wurde.
Neben dem Deutschen Wörterbuch sind in den vergangenen Jahren auch etliche Bände in etwas kleinerem Format entstanden, die sich als Alternative zu den Veröffentlichungen des Duden-Verlags verstanden. Die Wahrig-Reihe umfasste die folgenden Werke:
- Brockhaus WAHRIG. Die deutsche Rechtschreibung. Herausgegeben von der WAHRIG-Redaktion. 8. Auflage. wissenmedia verlag, Gütersloh/München 2011, ISBN 978-3-577-07590-9.
- WAHRIG. Fremdwörterlexikon. von Renate Wahrig-Burfeind. Ausgabe 2007, ISBN 978-3-577-09030-8.
- WAHRIG. Synonymwörterbuch. Ausgabe 2006, ISBN 3-577-10189-X.
- WAHRIG. Grammatik der deutschen Sprache. Ausgabe 2002, ISBN 3-577-10073-7.
- WAHRIG. Fehlerfreies und gutes Deutsch. Ausgabe 2003, ISBN 3-577-10466-X.
- WAHRIG. Herkunftswörterbuch. Ausgabe 2002, ISBN 3-577-10071-0.
- Der kleine WAHRIG, Wörterbuch der deutschen Sprache. Hrsg. von Renate Wahrig-Burfeind, Ausgabe 2007, ISBN 978-3-577-10236-0.
- WAHRIG. Großwörterbuch Deutsch als Fremdsprache. Renate Wahrig-Burfeind, Ausgabe 2008, ISBN 978-3-577-10237-7.
- Brockhaus WAHRIG – Deutsches Wörterbuch Renate Wahrig-Burfeind, 9. vollständig aktualisierte Ausgabe 2011, CD-ROM 2012, ISBN 978-3-577-07595-4.

Das Wahrig-Verlagsprogramm umfasste zudem unter anderem eine Ein Wort – eine Schreibung betitelte Hausorthographie, ein Illustriertes Wörterbuch, verschiedene Wörterbücher für Kinder (Grundschulwörterbücher) und – unter dem Namen Schüler-Wahrig – für Jugendliche (Rechtschreibung, Grammatik, Fremdwörterlexikon, Sinnverwandte Wörter) sowie einen Band zur Zeichensetzung mit dem Titel Zeichensetzung klipp & klar. Darüber hinaus gibt es elektronische Versionen der bekanntesten Titel.
Der Verlag der Wahrig-Nachschlagewerke, die zu Bertelsmann gehörende Wissen Media Group, stellte ihre Geschäftstätigkeit im Buchhandel zum 1. Februar 2014 ein. Lediglich die Online-Aktualisierungen verschiedener Werke sollten für Käufer noch ein paar Jahre erhalten bleiben.